# Bolusiella iridifolia
Espèce
Synonymes
- Bolusiella iridifolia subsp. iridifolia[1]
- Listrostachys iridifolia Rolfe[1]

Bolusiella iridifolia est une espèce de plantes de la famille des Orchidées et du genre Bolusiella, présente dans plusieurs pays d'Afrique tropicale : Côte d'Ivoire, Ghana, Cameroun, Région continentale de la Guinée équatoriale, île de São Tomé (Sao Tomé-et-Principe), République démocratique du Congo, Afrique de l'Est, Angola.

## Liste des sous-espèces
Selon Catalogue of Life (22 décembre 2018) :
- sous-espèce Bolusiella iridifolia subsp. iridifolia
- sous-espèce Bolusiella iridifolia subsp. picea

Selon The Plant List (22 décembre 2018) :
- sous-espèce Bolusiella iridifolia subsp. picea P.J.Cribb

Selon Tropicos (22 décembre 2018) (Attention liste brute contenant possiblement des synonymes) :
- sous-espèce Bolusiella iridifolia subsp. iridifolia
- sous-espèce Bolusiella iridifolia subsp. picea P.J. Cribb